# Conny Nilsson (styrkelyftare)
Conny Nilsson, född 1955, död 2014, var en svensk styrkelyftare med meriter som VM-guld och världsrekord.
Nilsson fick Stora Grabbars märke 1980.